# Mahan Air
Mahan Airlines, que opera bajo el nombre Mahan Air (en persa: هواپیمایی ماهان, romanizado: Havâpeymâyi-ye Mâhân), es una aerolínea iraní privada con sede en Teherán, Irán. Opera vuelos nacionales regulares e internacionales al Lejano Oriente, Oriente Medio, Asia Central y Europa. Sus principales bases son el Aeropuerto Internacional Imán Jomeiní y el Aeropuerto Internacional de Mehrabad. Mahan Air está afiliada a la Fuerza Quds de la Cuerpos de la Guardia Revolucionaria Islámica de Irán.
Mahan Airlines fue vetada entre 2019 y 2020 en Alemania, Francia, Italia y España debido a su implicación con el gobierno de Maduro en Venezuela y el régimen de al-Ásad en Siria. En 2024, la aerolínea fue sancionada por la Unión Europea por transportar armamento a Rusia durante la guerra ruso-ucraniana. También se sospechaba que transfería dinero a Hezbolá en el Líbano. La aerolínea también está sancionada por Estados Unidos.

## Historia

### Inicios
Mahan Air se fundó en 1991 como una aerolínea de servicio completo (FSC) e inició operaciones en junio de 1992 como la primera aerolínea privada de Irán. El nombre de Mahan proviene de la ciudad de Mahan, en la provincia de Kermán. La aerolínea es propiedad total del Instituto Benéfico Mol-Al-Movahedin. 
En 1999 se adquirieron tres aviones de pasajeros Airbus A300, y en 2002 se incorporaron a la flota los A310 y A320. Según la Corte Suprema del Reino Unido, Mahan Air sustrajo ilegalmente tres 747-400 a su verdadero propietario, Blue Sky Airlines, en 2008, utilizando facturas de venta falsificadas. Cuando se le ordenó que devolviera el avión a Europa, Mahan alegó que no podía hacerlo porque las autoridades iraníes lo estaban investigando por fraude y que el avión debía permanecer en Irán.
Desde 2006, se han adquirido gradualmente Boeing 747-400, Airbus A300-600, Avro RJ-100 y Airbus A340-600.
La aerolínea transportó 5,4 millones de pasajeros en 2015, con una ocupación promedio del 77 %. A mediados de 2015, contaba con una flota de 60 aeronaves. Opera servicios regulares de pasajeros a destinos internacionales en Europa, el Lejano Oriente y Oriente Medio. Mahan Air también cuenta con una red de rutas nacionales.
La aerolínea está afiliada a la Fuerza Quds de la Guardia Revolucionaria Iraní, según el Departamento Seguridad Nacional de Estados Unidos. Mahan Air fue sancionada por el Departamento del Tesoro de Estados Unidos.

### Acontecimientos desde 2011
El 12 de diciembre de 2011, el Departamento del Tesoro de Estados Unidos anunció la designación de Mahan Air como proveedor de material y transporte de apoyo al terrorismo, "por brindar apoyo financiero, material y tecnológico al Cuerpos de la Guardia Revolucionaria Islámica-Fuerza Quds (CGRI-QF). Con sede en Teherán, Mahan Air proporciona transporte, transferencias de fondos y servicios de viaje de personal al CGRI-QF".
El 6 de abril de 2016, se prohibió a Mahan Air sobrevolar el espacio aéreo de Arabia Saudita.
En 2016, además de Alemania y Dinamarca, Mahan Air inició vuelos a Milán y Atenas, y a Barcelona al año siguiente. Operó hasta 15 vuelos semanales a China hasta finales de 2018.
Durante la crisis presidencial venezolana, Mahan Air inauguró su ruta directa Caracas-Teherán en abril de 2019. En enero de 2019, el gobierno alemán prohibió a Mahan Air aterrizar en Alemania, donde anteriormente operaba en los aeropuertos de Múnich y Düsseldorf, alegando su implicación en Siria y preocupaciones de seguridad. Francia impuso la misma prohibición el 25 de marzo de 2019, y Mahan Air se vio obligada a cancelar su vuelo a París. El 1 de noviembre de 2019, el gobierno italiano también anunció que prohibiría los vuelos de Mahan Air al país a partir del 15 de diciembre de 2019. La medida se produjo tras la visita del secretario de Estado de Estados Unidos, Mike Pompeo, a Roma, durante la cual instó a las autoridades italianas a dejar de permitir que las aerolíneas iraníes utilizaran el espacio aéreo italiano. Desde entonces, los destinos restantes dentro de la Unión Europea habían sido Barcelona y, estacionalmente, también Atenas y Varna. Sin embargo, en abril de 2020, la aerolínea también perdió sus derechos de tráfico a España.
Según la BBC, después de que Irán suspendiera oficialmente todos los vuelos hacia y desde China en 2020, Mahan Air continuó volando a China y otros lugares en febrero y marzo de ese año. Los datos muestran que, si bien seis vuelos se utilizaron para ayuda humanitaria, otros cuatro se emplearon para evacuar a ciudadanos iraníes de China, y hubo un total de 157 vuelos adicionales con China entre el 6 de febrero y el 31 de marzo de 2020. Mahan Air fue ampliamente culpada de propagar el virus de la COVID-19 en Irán.
En octubre de 2024, la Unión Europea impuso sanciones a Mahan Air por suministrar misiles y drones a Rusia para la guerra en Ucrania. Además, durante la guerra entre Israel y Hamás, se sospecha que Irán utilizó Mahan Air para transferir dinero a Hezbolá, su aliado, en el Líbano.

## Flota

### Flota actual

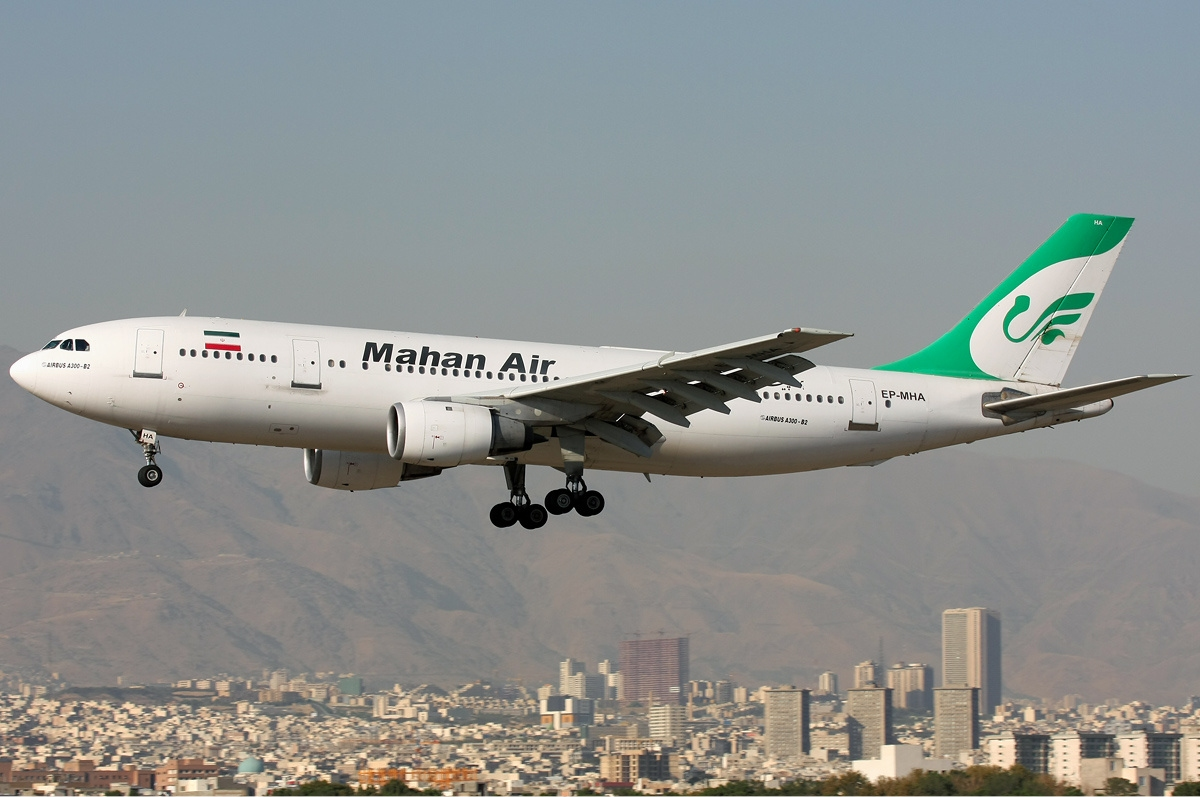
Airbus A300.

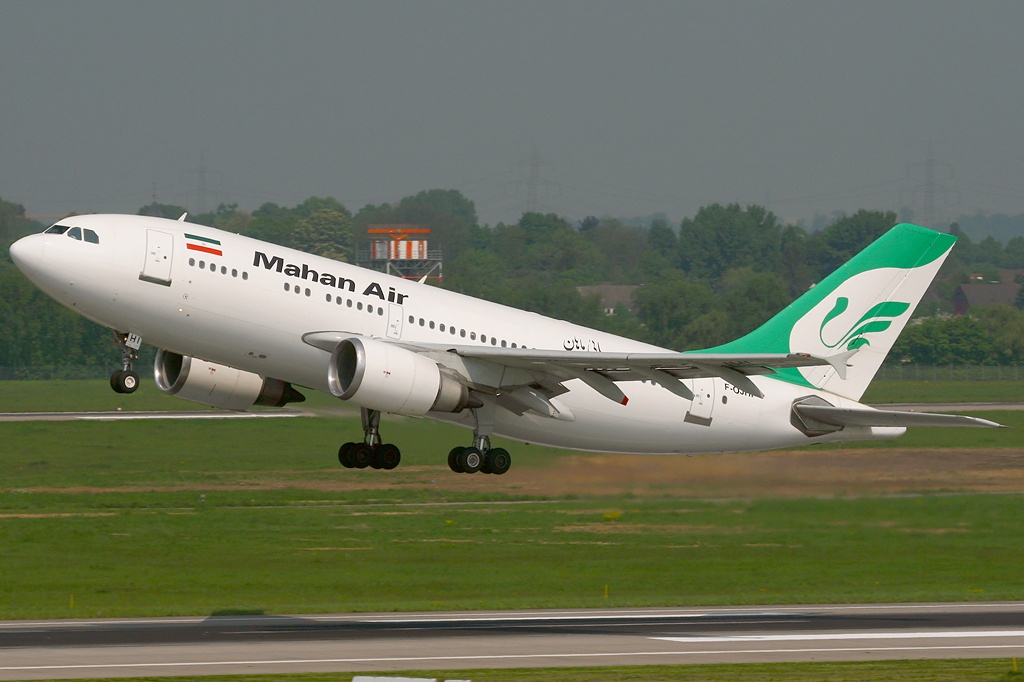
Airbus A310.

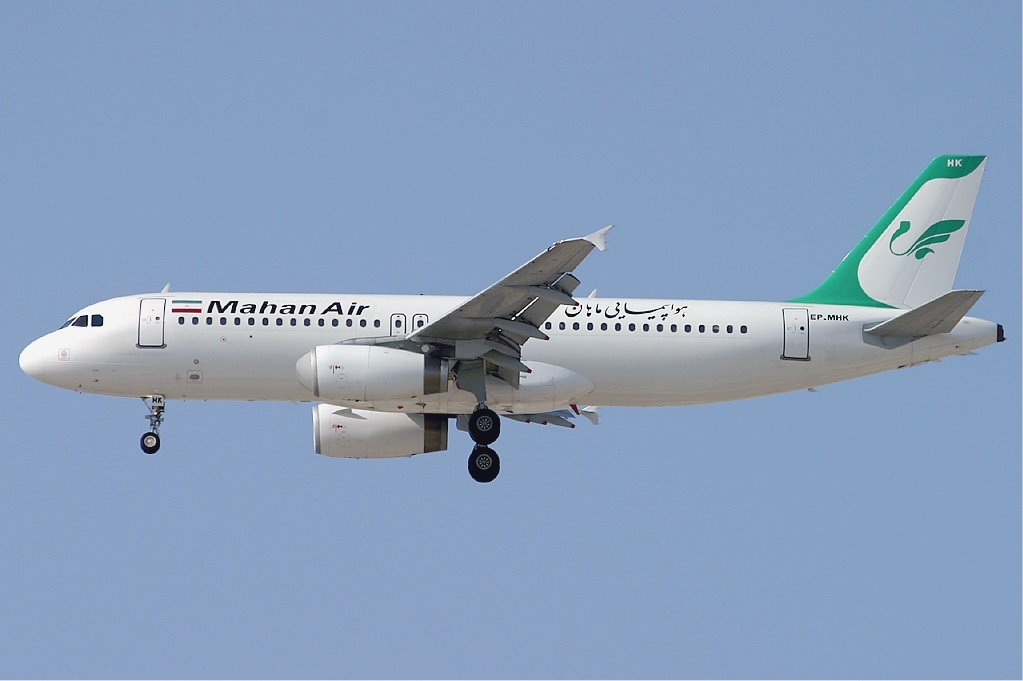
Airbus A320.

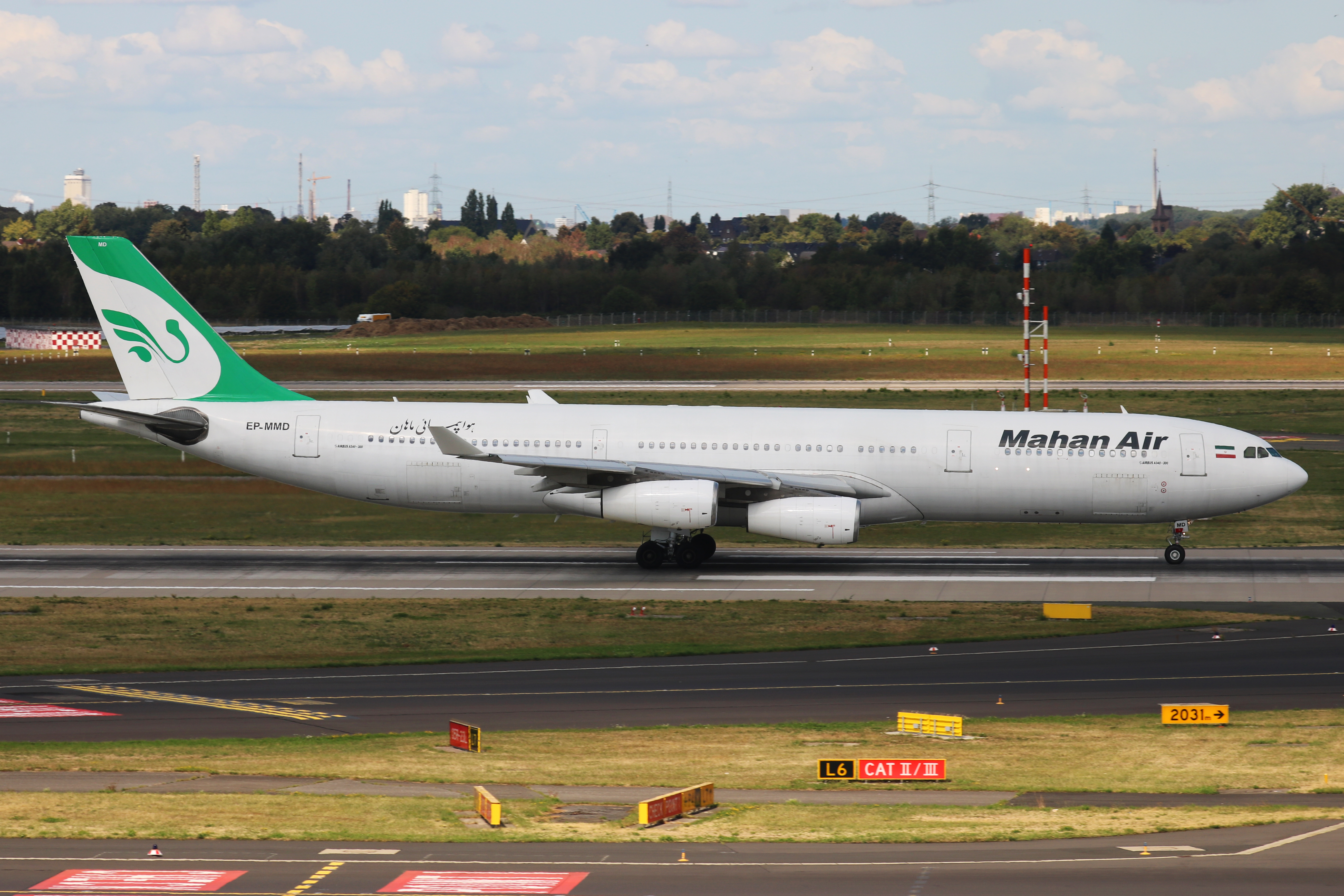
Airbus A340-300.

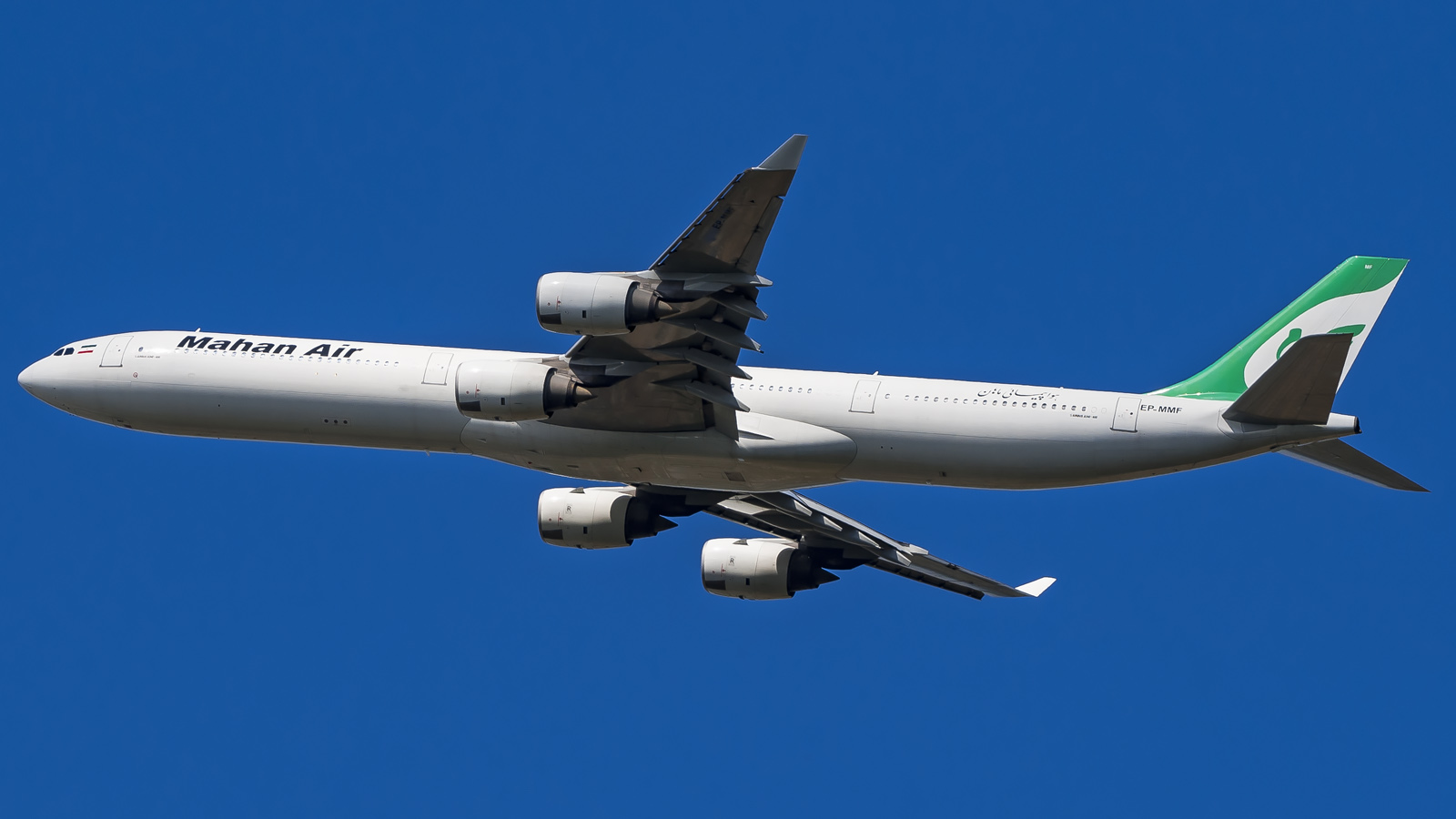
Airbus A340-600.

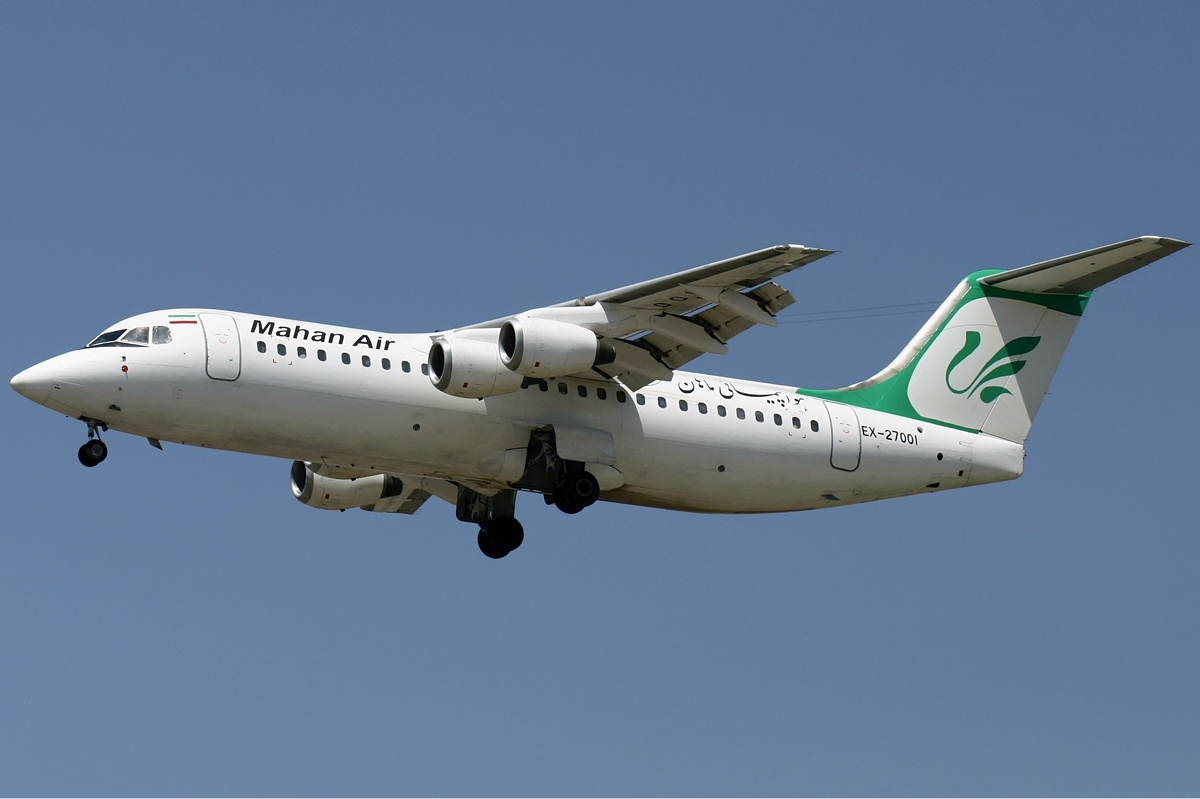
BAe 146.

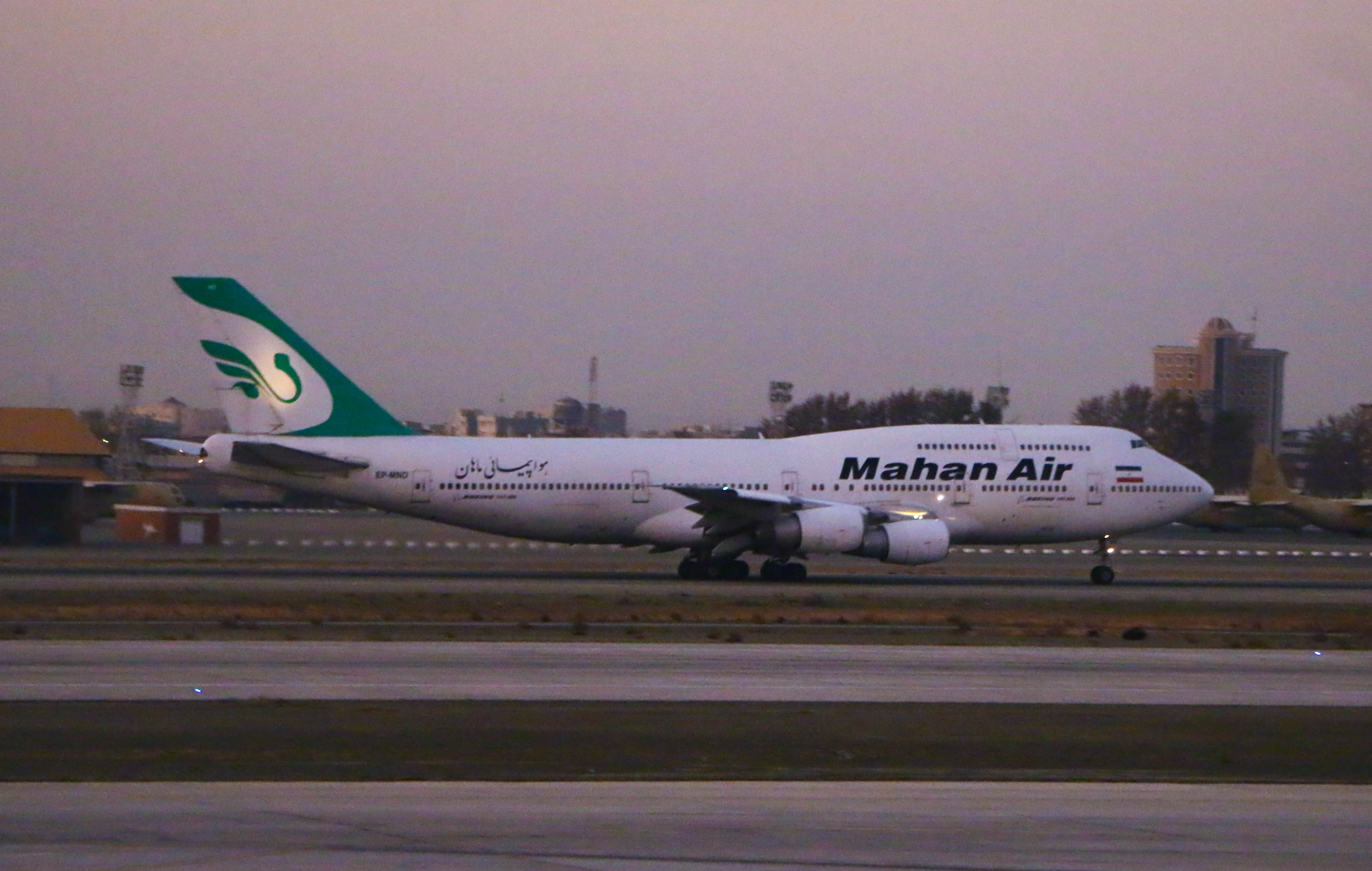
Boeing 747-300.

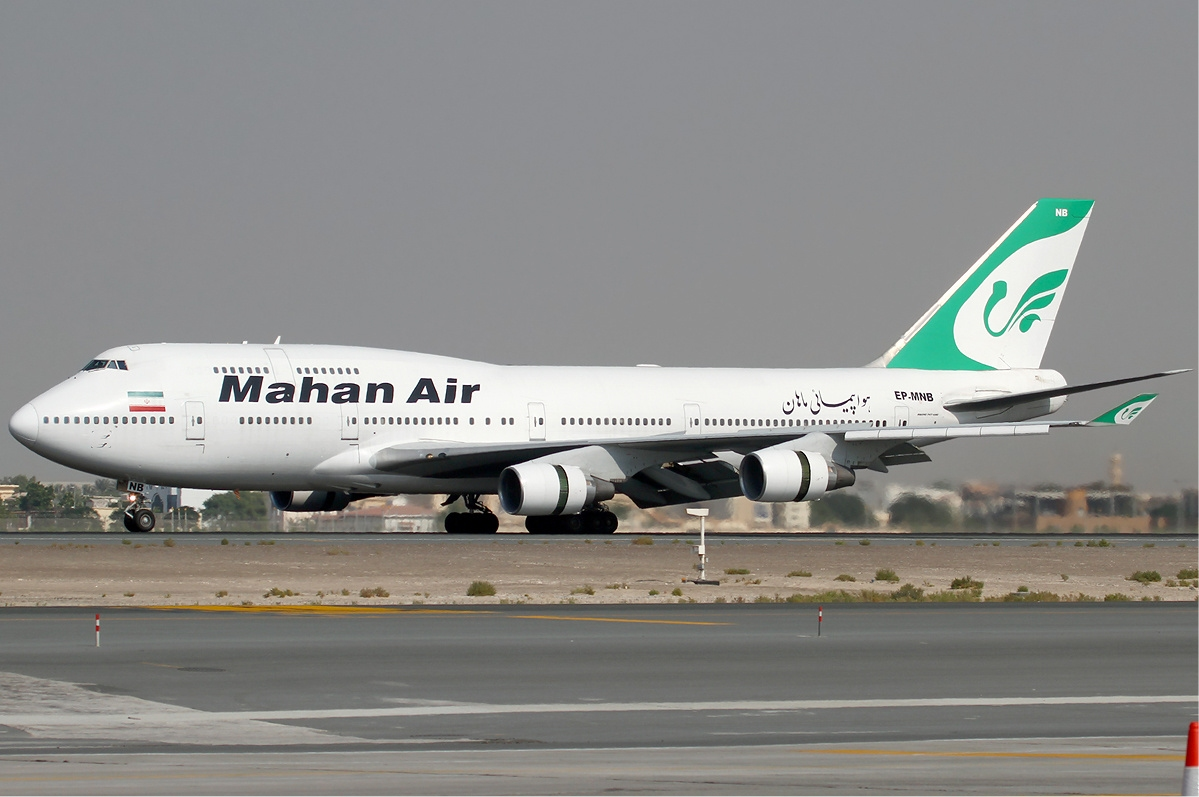
Boeing 747-400.

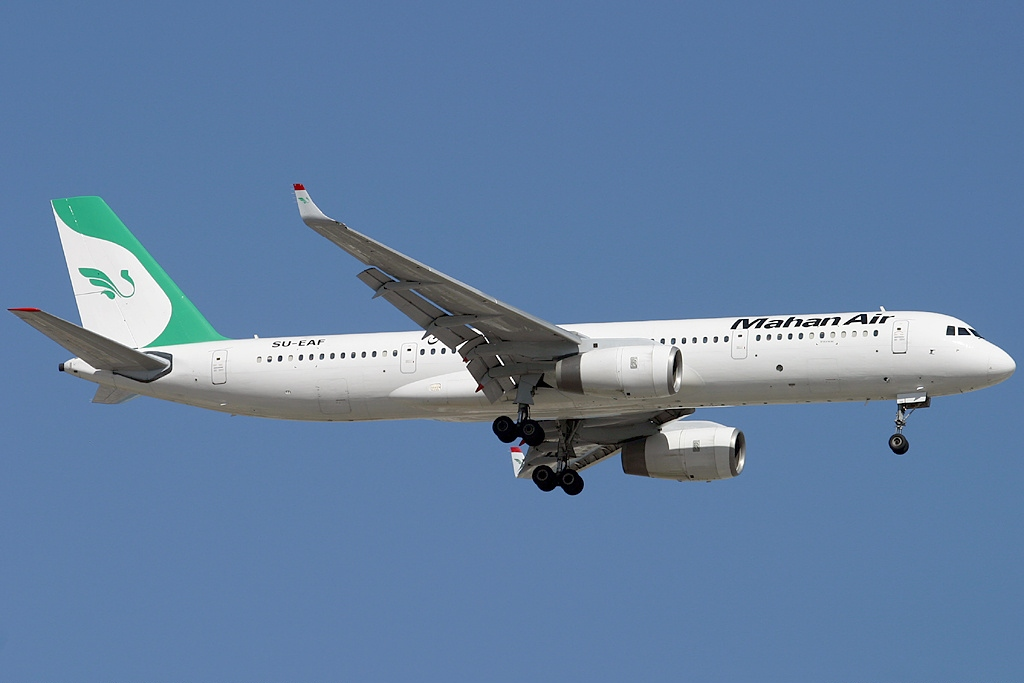
Tupolev Tu-204

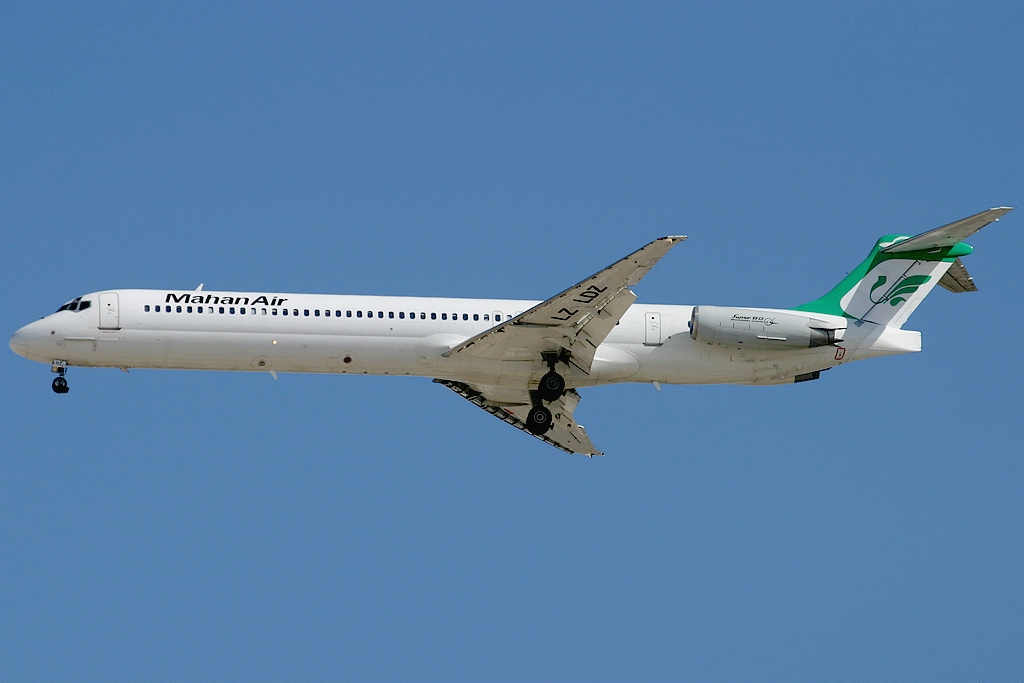
McDonnell Douglas MD-80.

La flota de Mahan Air consta de las siguientes aeronaves:
| Aeronaves                 | En servicio | Pedidos | Estacionados | Pasajeros                                          | Pasajeros                                          | Pasajeros                                          | Matrículas                                         | Antigüedad                                         | Notas                                              |
| Aeronaves                 | En servicio | Pedidos | Estacionados | C                                                  | Y                                                  | Total                                              | Matrículas                                         | Antigüedad                                         | Notas                                              |
| ------------------------- | ----------- | ------- | ------------ | -------------------------------------------------- | -------------------------------------------------- | -------------------------------------------------- | -------------------------------------------------- | -------------------------------------------------- | -------------------------------------------------- |
| Airbus A300-600           | 1           | —       | —            | 24                                                 | 256                                                | 280                                                | EP-MMO                                             | 22,9 años                                          |                                                    |
| Airbus A310-300           | —           | —       | 1            | 20                                                 | 190                                                | 210                                                | EP-MNO                                             | 33,9 años                                          | Estacionado en KER desde 2023                      |
| Airbus A340-200           | 1           | —       | —            | 30                                                 | 227                                                | 257                                                | EP-MJA                                             | 30,5 años                                          |                                                    |
| Airbus A340-300           | 3           | 1       | 6            | 30                                                 | 269                                                | 299                                                | EP-MMA                                             | 31,9 años                                          | Estacionado en IKA desde 2023                      |
| Airbus A340-300           | 3           | 1       | 6            | 30                                                 | 269                                                | 299                                                | EP-MMB                                             | 30,6 años                                          | Estacionado en IKA desde 2024                      |
| Airbus A340-300           | 3           | 1       | 6            | 30                                                 | 269                                                | 299                                                | EP-MJC                                             | 29,4 años                                          |                                                    |
| Airbus A340-300           | 3           | 1       | 6            | 30                                                 | 269                                                | 299                                                | EP-MMD                                             | 28,3 años                                          | Estacionado en IKA desde 2023                      |
| Airbus A340-300           | 3           | 1       | 6            | 30                                                 | 269                                                | 299                                                | EP-MJD                                             | 28 años                                            | Pendiente de entrega                               |
| Airbus A340-300           | 3           | 1       | 6            | 30                                                 | 269                                                | 299                                                | EP-MJE                                             | 26,3 años                                          | Estacionado en THR desde 2024                      |
| Airbus A340-300           | 3           | 1       | 6            | 30                                                 | 269                                                | 299                                                | EP-MMC                                             | 26,1 años                                          | Estacionado en IKA desde 2024                      |
| Airbus A340-300           | 3           | 1       | 6            | 30                                                 | 269                                                | 299                                                | EP-MMT                                             | 25,8 años                                          | Estacionado en IKA desde 2025                      |
| Airbus A340-300           | 3           | 1       | 6            | 30                                                 | 269                                                | 299                                                | EP-MJF                                             | 25,3 años                                          |                                                    |
| Airbus A340-300           | 3           | 1       | 6            | 30                                                 | 269                                                | 299                                                | EP-MJG                                             | 23,2 años                                          |                                                    |
| Airbus A340-600           | 3           | —       | 2            | 45                                                 | 263                                                | 308                                                | EP-MME                                             | 24,1 años                                          | Estacionado en IKA desde 2025                      |
| Airbus A340-600           | 3           | —       | 2            | 45                                                 | 263                                                | 308                                                | EP-MMG                                             | 23,1 años                                          |                                                    |
| Airbus A340-600           | 3           | —       | 2            | 45                                                 | 263                                                | 308                                                | EP-MMQ                                             | 22,6 años                                          |                                                    |
| Airbus A340-600           | 3           | —       | 2            | 45                                                 | 263                                                | 308                                                | EP-MMR                                             | 20,6 años                                          | Estacionado en IKA desde 2025                      |
| Airbus A340-600           | 3           | —       | 2            | 45                                                 | 263                                                | 308                                                | EP-MMU                                             | 16,7 años                                          |                                                    |
| Avro RJ85                 | 6           | —       | 1            | VIP                                                | VIP                                                | VIP                                                | EP-MOQ                                             | 30,3 años                                          |                                                    |
| Avro RJ85                 | 6           | —       | 1            | —                                                  | 100                                                | 100                                                | EP-MEA                                             | 28,1 años                                          |                                                    |
| Avro RJ85                 | 6           | —       | 1            | —                                                  | 100                                                | 100                                                | EP-MEU                                             | 27,6 años                                          |                                                    |
| Avro RJ85                 | 6           | —       | 1            | —                                                  | 100                                                | 100                                                | EP-MEB                                             | 27,6 años                                          |                                                    |
| Avro RJ85                 | 6           | —       | 1            | —                                                  | 100                                                | 100                                                | EP-MOS                                             | 26,3 años                                          |                                                    |
| Avro RJ85                 | 6           | —       | 1            | —                                                  | 100                                                | 100                                                | EP-MOR                                             | 23,7 años                                          | Estacionado en MHD desde 2024                      |
| Avro RJ85                 | 6           | —       | 1            | —                                                  | 100                                                | 100                                                | EP-MEI                                             | 23,2 años                                          |                                                    |
| Avro RJ100                | 2           | —       | 2            | —                                                  | 112                                                | 112                                                | EP-MOH                                             | 26,6 años                                          |                                                    |
| Avro RJ100                | 2           | —       | 2            | —                                                  | 112                                                | 112                                                | EP-MOG                                             | 26,3 años                                          | Estacionado en KER desde 2024                      |
| Avro RJ100                | 2           | —       | 2            | —                                                  | 112                                                | 112                                                | EP-MON                                             | 25,8 años                                          | Estacionado en GRV desde 2024                      |
| Avro RJ100                | 2           | —       | 2            | —                                                  | 112                                                | 112                                                | EP-MOI                                             | 25,7 años                                          |                                                    |
| Boeing 747-400            | —           | —       | 1            | 26                                                 | 436                                                | 462                                                | EP-MEE                                             | 34,9 años                                          | Estacionado en THR desde 2025                      |
| British Aerospace 146-200 | 1           | —       | —            | VIP                                                | VIP                                                | VIP                                                | EP-MMV                                             | 37,9 años                                          |                                                    |
| British Aerospace 146-300 | 2           | —       | 1            | —                                                  | 112                                                | 112                                                | EP-MOE                                             | 36,1 años                                          |                                                    |
| British Aerospace 146-300 | 2           | —       | 1            | —                                                  | 112                                                | 112                                                | EP-MOC                                             | 35,2 años                                          |                                                    |
| British Aerospace 146-300 | 2           | —       | 1            | —                                                  | 112                                                | 112                                                | EP-MOB                                             | 33 años                                            | Estacionado en THR desde 2021                      |
| Cessna 525 CitationJet    | 1           | —       | —            | VIP                                                | VIP                                                | VIP                                                | EP-MNZ                                             | 24,3 años                                          |                                                    |
| Fokker 50                 | 2           | —       | —            | —                                                  | 50                                                 | 50                                                 | EP-MEH                                             | 32,9 años                                          |                                                    |
| Fokker 50                 | 2           | —       | —            | —                                                  | 50                                                 | 50                                                 | EP-TFT                                             | 31,5 años                                          |                                                    |
| Total                     | 22          | 1       | 14           | Edad media de la flota (julio de 2025): 27,8 años. | Edad media de la flota (julio de 2025): 27,8 años. | Edad media de la flota (julio de 2025): 27,8 años. | Edad media de la flota (julio de 2025): 27,8 años. | Edad media de la flota (julio de 2025): 27,8 años. | Edad media de la flota (julio de 2025): 27,8 años. |

### Flota histórica
| Aeronaves                 | Total | Introducido | Retirado | Matrículas                                                                                        |
| ------------------------- | ----- | ----------- | -------- | ------------------------------------------------------------------------------------------------- |
| Airbus A300B2             | 3     | 2007        | 2014     | EP-MHA, EP-MHM y EP-MHP                                                                           |
| Airbus A300B4             | 5     | 1999        | 2009     | S7-AAW, EK-30039, EP-MHE, EP-MHF, EP-MHG y EP-MHL                                                 |
| Airbus A320-200           | 7     | 2004        | 2014     | F-GZZZ, EP-MML, EP-MMK, EP-MHK, EP-MHN, EP-MHJ y D-ANNA                                           |
| Airbus A321-100           | 3     | 2004        | 2015     | D-ANJA, EP-MMZ y EP-AGB                                                                           |
| Boeing 747-300            | 2     | 2008        | 2019     | EP-MND y EP-MNE                                                                                   |
| Cessna 208B Grand Caravan | 1     | c. 2021     | 2022     | YV3033 (arrendado a Conviasa Regional)                                                            |
| Embraer ERJ-145           | 3     | 2022        | 2024     | EP-MEN, EP-MEO y EP-MEP                                                                           |
| Ilyushin Il-76            | 3     | 1993        | 2005     | CCCP-76819, EP-JAY y EP-MAH                                                                       |
| Lockheed L-1011 TriStar   | 1     | 2005        | 2006     | JY-SGI                                                                                            |
| McDonnell Douglas MD-82   | 1     | 2009        | 2009     | TC-TUA                                                                                            |
| McDonnell Douglas MD-83   | 2     | 2006        | 2007     | LZ-LDV y LZ-LDZ                                                                                   |
| Túpolev Tu-154            | 12    | 1993        | 2011     | EP-ARI, EP-MHS, EP-MHZ, EP-ARH, EP-ARG, EP-JAZ, EP-MHB, RA-85754, EP-MHV, EP-MHR, EP-MHQ y EP-MHT |
| Tupolev Tu-204            | 2     | 2005        | 2007     | SU-EAF                                                                                            |